# Via dell'Agnolo
Via dell'Agnolo è una lunga strada della zona est del centro di Firenze, che scorre più o meno in direzione parallela all'Arno tra via Verdi e il viale Giovine Italia.

## Storia
Il nome della via deriva da san Michele Arcangelo, pacificatore celebrato nel piccolo oratorio della Compagnia di San Michele della Pace, in piazza Sant'Ambrogio, e da una lapide all'angolo con via delle Conce, che ricordava la proprietà di tale compagnia di un edificio proprio, con un rilievo di un angelo e con le iniziali S.[an] M.[ichele] P.[ace]. Tale memoria, distinguibile ancora negli anni settanta, è oggi ridotta a un mozzicone pressoché illeggibile, tanto più che nei lavori di ripristino della facciata metà della lapide è stata nascosta dall'intonaco.
Via dell'Agnolo era stata divisa nel Settecento in cinque tratti, con altrettanti nomi. Dalle mura a via de' Macci si chiamava via delle Fornaci, elementi frequenti in questa zona per la produzione di tegole e mattoni (come testimonia anche la vicina via della Mattonaia); poi fino a Borgo Allegri si chiamava via del Canto alla Briga, nome derivato forse dai litigi che avvenivano in questa zona di residenza popolare (il Canto alla Briga era l'incrocio con via dei Pepi); da borgo Allegri a via de' Pepi via dell'Agnolo; il quarto tratto, tra via de' Pepi e via della Rosa, era chiamato via Laura, dalla pianta dell'alloro (lauro); infine l'ultima porzione si chiamava via delle Santucce, dal nome popolare delle monache agostiniane di San Giovanni in Laterano, che qui avevano il loro monastero, assorbito poi a San Pier Maggiore.
Fin dagli ultimi decenni del Settecento le denominazioni appaiono comunque ridotte a tre, nell'ordine via delle Fornaci, via delle Mete, via dell'Agnolo (la pianta di Ferdinando Ruggieri del 1731 documenta esclusivamente via delle Fornaci e via dell'Agnolo).
La zona era anticamente piuttosto periferica e i numerosi laboratori la rendevano piuttosto sgradevole e malsana, per cui era abitata dalla povera gente. Esisteva un'Arte dell'Agnolo che raccoglieva tutti i lavoratori più umili e quelli scartati dalle altre Arti.

## Descrizione
La strada si sviluppa per un lungo tratto interno al quartiere di Santa Croce, collegando il viale della Giovine Italia con via Verdi (canto dei Chierici). Si innestano sul suo tracciato: via Santa Verdiana, via delle Conce, via de' Macci, borgo Allegri, via Michelangelo Buonarroti, via de' Pepi e via Rosa.
La carreggiata, asfaltata, si allarga decisamente nell'ultimo tratto, dopo borgo Allegri, in ragione dell'intervento di risanamento della zona avviato nel 1936, che portò alla distruzione delle vecchie case poste sul lato destro della strada, con l'edificazione di nuovi fabbricati con il fronte comunque arretrato rispetto al precedente filo stradale. Ad eccezione di questi nuovi edifici (eretti tra gli anni trenta e cinquanta del Novecento), la via è per lo più segnata da semplici e comunque antiche case a schiera. Fa eccezione il primo tratto, segnato dalle muraglie di quelli che furono gli antichi monasteri delle Murate e di Santa Verdiana, fino a pochi decenni fa adattati a istituti carcerari e oggi restituiti al quartiere sotto forma di complessi residenziali e sedi universitarie.
La strada è aperta al traffico veicolare con direzione dai viali al centro della città, comunque limitato oltre via Santa Verdiana, dove è una porta a controllo telematico di accesso alla Z.T.L.

### Edifici
| Img | N°          | Nome                                               | Descrizione |
| --- | ----------- | -------------------------------------------------- | --- |
|     | 1           | Complesso delle Murate                             | Il complesso presenta lungo la strada l'alto muro di cinta proprio dell'istituto penitenziario, interrotto al numero civico 1 da un varco che immette in una strada interna parallela a via dell'Agnolo, lungo la quale si aprono gli accessi ai numeri interni. |
|     | 2           | Palazzina della Società Elettrica                  | In angolo con via Giovine Italia, si trova palazzina di carattere modesto, a quattro piani, comunque datata a circa il 1940 e riconducibile all'attività dell'architetto Nello Baroni, in qualche misura rappresentativa degli episodi minori propri dell'architettura razionalista del secondo quarto del Novecento. Sul fronte (ed è questo l'ulteriore elemento d'interesse) è una memoria a ricordare lo scienziato Antonio Pacinotti quale inventore "dell'anello magnetico", posta nel 1898 e integrata nella parte inferiore con una nuova memoria nel 1940. |
|     | 10, 12 e 14 | Complesso di Santa Verdiana                        | Sulla strada si trova uno dei lati dell'ex monastero fondato nel 1391, e che già nell'anno 1400 ospitava le prime monache dell'ordine Vallombrosano, trasformato successivamente in carcere e quindi occupato dall'Università degli Studi di Firenze. Su questo lato la porta al numero civico 14, di carattere ancora trecentesco, con architrave segnata da tre scudi con il campo oramai non più leggibile, presumibilmente da identificare con quelli segnalati nella guida di Firenze del 1850: "La Repubblica lo prese [il monastero] sotto la sua protezione nell'anno 1402, questo è il motivo perché sopra la porta vedonsi tre stemmi, cioè: la croce rossa, stemma del popolo; il giglio, della città; l'aquila con un drago ai piedi, è lo stemma della frazione guelfa, allora dominante". |
|     | s.n.        | Giardino Vivarelli Colonna                         | Davanti a via Santa Verdiana si stende l'altro muro di conta del Giardino Vivarelli Colonna, ravvivato solo dai vasi e le statue in terracotta che ne decorano l'estremità. Il giardino, attiguo al palazzo Vivarelli Colonna, fu creato da Francesco Niccolò Maria Gaburri nel primo decennio del Settecento, ed è composto da uno schema geometrico all'italiana e una grande fontana a muro. Vi si accede da via delle Conce. |
|     | s.n.        | Casa                                               | La casa presenta i fronti riconfigurati nell'Ottocento e recentemente restaurati, con il rifacimento del finto pietrame terreno: è organizzata su quattro piani, per tre assi su via delle Conce 19, due su via dell'Agnolo. Sul canto tra le due strade il repertorio di Bargellini e Guarnieri documentava la presenza di una pietra angolare scolpita con raffigurato San Michele Arcangelo accompagnata dalle iniziali S. M. P. (San Michele della Pace), ad attestare la proprietà della casa da parte di questo oratorio un tempo esistente presso Sant'Ambrogio "dove oggi si trova la Compagnia del Sacramento, di fronte alla chiesa". Secondo quanto ricostruito dagli stessi studiosi (e sulla scorta di quanto scritto da Guido Carocci), da questa scultura sarebbe peraltro derivato il nome di via dell'Agnolo, prima attribuito a un solo tratto della strada (in realtà non a questo, ma a quello compreso tra borgo Allegri e via de' Pepi, fatto che lascia alcune perplessità sull'ipotesi), quindi al suo intero tracciato. Fatto è che, rispetto alla fotografia pubblicata nel 1977 che mostra il pietrino fortemente compromesso ma ancora leggibile, oggi questo si presenta per metà affogato nel nuovo intonaco e per l'altra metà ridotto a una massa informe oramai incapace di testimoniare di questa antica storia. |
|     | 23          | Casa delle monache dell'Arcangelo Raffaele         | In angolo con via de' Macci, la casa presenta un fronte senza particolarità architettoniche. La si documenta per la presenza al di sopra del piccolo portone di un pietrino sul quale si leggono le lettere M. A. R. Queste consentono di ricondurre l'originaria proprietà dell'edificio al monastero dell'Arcangelo Raffaele, soppresso nel 1748. |
|     | 25          | Casa                                               | L'edificio è segnalato nel repertorio di Bargellini e Guarnieri, assieme ad altri della via, per il suo conservare "le nobili linee dell'architettura quattrocentesca". In effetti il disegno d'insieme del fronte rimanda a tale altezza cronologica, ma i singoli elementi appaiono fortemente integrati e in parte ridisegnati; gli elementi in pietra, inoltre, si presentano oggi tinteggiati. Il piano terreno presenta un finto paramento di conci realizzato in occasione di interventi databili tra Otto e Novecento, volti a nobilitare il fronte dell'edificio, qui come in molti altri casi che seguono. |
|     | 34          | Casa Renzi                                         | La casa presenta un fronte senza particolarità architettoniche, decisamente modesto, organizzato su due assi per tre piani al pari degli altri edifici che lo affiancano e che caratterizzano la via, sufficientemente rappresentativi della tipologia delle case a schiera. Rispetto agli altri prospetti della serie si distingue nel recare sul fronte uno scudo con un'arme (seppure in posizione decentrata e non canonica) che dovrebbe essere riconducibile alla famiglia Renzi (alla colonna accostata da due crescenti affrontati). Sullo scudo è inoltre la data in caratteri romani 1610. |
|     | 51          | Casa                                               | L'edificio, posto d'angolo con borgo Allegri, presenta un fronte su via dell'Agnolo di una certa estensione (tre piani per quattro assi), con il portone decentrato all'estrema sinistra, a indicare presumibilmente una situazione determinatasi per accorpamento di più antiche case a schiera. Pur non presentando elementi architettonici significativi, dal lato di borgo Allegri (dove l'edificio si sviluppa per due assi) è da segnalare la presenza di un pietrino fortemente abraso e mortificato dall'invadenza di segnali stradali e cavi passanti, sul quale sembrerebbe leggersi (ma si tratta pur sempre di una ipotesi) la figura scolpita del Battista, nei modi propri dei pietrini utilizzati come segno di proprietà degli immobili riconducibili alla congregazione di San Giovanni Battista. |
|     | 52          | Casa della Badia Fiorentina                        | Si tratta di una casa a schiera con il fronte attualmente sviluppato su due assi per cinque piani, evidentemente determinatisi a seguito di ripetute soprelevazioni. Pur in assenza di elementi architettonici di rilievo la si segnala per la presenza di uno scudo con le insegne della chiesa della Badia Fiorentina (di rosso a tre pali d'argento), a documentare una proprietà - a un certo momento della storia dell'edificio - da parte della chiesa. |
|     | 53          | Casa dei Tavolaccini                               | Si tratta di un modesto edificio comunque di una certa estensione (presumibilmente determinatosi a seguito dell'unificazione di due precedenti case), con il fronte attualmente organizzato su tre piani per quattro assi. Di un certo interesse il pietrino a rotella che segna l'ingresso posto all'estrema sinistra, abraso ma ancora leggibile nella rappresentare un braciere dal quale si sviluppa una fiamma. Tale pietrino è da interpretare come contrassegno di una proprietà della Compagnia della Pietà dei Tavolaccini (altrimenti detta dei Fanti del Rotellino), scarsamente documentata e che probabilmente aveva sede e proprietà immobiliari nella zona di via San Gallo. |
|     | 55          | Casamento                                          | Si tratta di un ampio casamento con i prospetti organizzati su quattro piani e, per quanto riguarda il lato principale su via dell'Agnolo, tre assi principali di finestre, ben distanziati e intervallati da più piccole bucature. Di una certa nobiltà il portone, incorniciato in pietra e di disegno seicentesco. L'edificio è segnalato nel repertorio di Bargellini e Guarnieri per la presenza, sulla cantonata, di "un grande tabernacolo cinquecentesco, raffigurante la Madonna, il Bambino Gesù e San Giovannino, che ricorda il vigore del grande artista (Michelangelo) nella figura dell'opulenta Madonna e specialmente dell'energico San Giovannino. Restaurato nel 1953, è ora ridotto a una larva pittorica, a causa dell'alluvione del 1966, che lo colpì duramente". Nel repertorio sono le fotografie del tabernacolo prima e dopo l'alluvione, da confrontare con la situazione attuale che (al di là della enfatica descrizione sopra riportata) documenta del recente restauro che ha restituito piena dignità alla pittura e al suo tabernacolo, fermo restando la perdita di molti elementi pittorici. |
|     | 74-74A      | Centro didattico nazionale                         | Su questo lato si affaccia il giardino Chelazzi, area verde di lato al Centro didattico nazionale, insediato nel quattrocentesco palazzo Gerini. Alla metà dell'Ottocento il palazzo era destinato agli uffici della Delegazione di Santa Croce e, successivamente, fu sede del locale Commissariato di Pubblica Sicurezza e di una caserma di Carabinieri. Nel 1938, a seguito dell'intervento di risanamento al quartiere e della nuova sistemazione di piazza dei Ciompi, l'edificio fu sottoposto ad un restauro integrale promosso dal Comune e diretto dall'architetto Ezio Zalaffi (capo dell'Ufficio delle Belle Arti) con la collaborazione di Edoardo Detti, Giorgio Giuseppe Gori e Leonardo Ricci. Gli arredi interni furono invece disegnati da Giovanni Michelucci. Il tutto per rendere il palazzo funzionale quale sede del Centro Didattico Nazionale, inaugurato nel 1941 e tuttora ospitato nei suoi ambienti con la denominazione di Istituto Nazionale di Documentazione per l'Innovazione e la Ricerca Educativa (INDIRE). |
|     | 58          | Casa Allegri                                       | L'edificio presenta un disegno che ne rimanda la configurazione al Quattrocento, a determinare un corpo di fabbrica successivamente ampliato e in parte ridisegnato. Da segnalare sul fronte uno scudo con arme, per ciò che oggi si legge presumibilmente da ricondurre alla famiglia Allegri (troncato in scaglione d'oro e d'azzurro, a due gigli del secondo nel primo e alla stella a otto punte del primo nel secondo). |
|     | 59          | Casa                                               | Un semplice edificio su uqaatro piano per due assi si distingue per la presenza a sinistra di un portalino con architrave su mensolette in pietra, decorate da rosette entro riquadri, e nel complesso riferibile al XIV secolo o all'inizio del XV. Al centro dell'architrave si nota una tabella, che forse conteneva uno stemma o un pietrino, oggi illeggibile. |
|     | 60          | Casa                                               | Si tratta di una tipica casa a schiera destinata ad abitazione popolare, elevata fino a cinque piani e su due assi. Sopra il portale centinato, alquanto semplice, si nota un mozzicone di pietra, che potrebbe essere un rimasuglio di scudo araldico o, più probabilmente, la sagoma di un bambino in fasce. Secondo questa seconda ipotesi, si potrebbe dunque far risaliure il possesso dell'edificio, in antico, allo spedale degli Innocenti. |
|     | 61          | Casa dei Minimi                                    | L'edificio non presenta elementi di particolare pregio architettonico, e tuttavia è da segnalare per la presenza sul fronte di una memoria posta dal Comune di Firenze e dall'Associazione Italo Polacca Toscana nel 2004, come luogo di abitazione e morte dell'architetto Antonio Corazzi (1792-1877), con un medaglione in bronzo con il ritratto dell'architetto. Sul portone, a documentare una delle proprietà che l'edificio ha avuto nel tempo, è uno scudo con la scritta Charitas, nelle forme proprie dell'insegna dell'Ordine dei Minimi di San Francesco di Paola o Paolotti (di rosso, al sole raggiante caricato della parola Charitas divisa in tre sillabe sovrapposte). |
|     | 64          | Casa                                               | L'edificio è segnalato nel repertorio di Bargellini e Guarnieri come quattrocentesco. A questo periodo rimanda in effetti il disegno delle finestre ad arco del primo e del secondo piano, distribuite su quattro assi, che tuttavia si mostrano oggi fortemente integrate e tinteggiate, tanto da occultare del tutto la pietra originaria. |
|     | 69          | Casa dei Servi di Maria                            | Si tratta di una casa a schiera di antica fondazione, con il fronte attualmente organizzato su quattro piani per tre assi. La si segnala per il pietrino con le insegne dei Serviti (una S intrecciata al gambo di un giglio sradicato terminante con tre fiori), recante il numero 17 (o 18) in lettere romane, in riferimento al registro delle possessioni del convento della Santissima Annunziata. |
|     | 71          | Casamento                                          | Si tratta di un casamento di quattro piani, privo di elementi architettonici di rilievo almeno per quanto riguarda i prospetti. Lo si segnala per la presenza in prossimità della cantonata (nota come canto alla Briga) di una semplice edicola comunque di fattura antica, un tempo contenente un affresco già perduto a metà dell'Ottocento. Il luogo fu risarcito nel 1953 con un'Annunciazione dipinta su tavola (olio su compensato) eseguita dal pittore Ermanno Toschi su commissione dell'Assessorato alle Belle Arti del Comune di Firenze. Rimossa dopo l'alluvione del 1966 a seguito dei danni arrecateli dalle acque è stata ricollocata dopo un restauro eseguito nel 2004 da Rossella Lari su commissione della proprietà e dell'Ente Cassa di Risparmio di Firenze. Oltre a restituire significato al luogo il dipinto è da segnalare per la qualità pittorica e l'equilibrio della composizione, decisamente nel solco della tradizione fiorentina per la misura e i valori plastici espressi. |
|     | 71r         | Casa Landini                                       | L'edificio si sviluppa su tre piani e un mezzanino per quattro assi, e presenta un disegno della facciata sostanzialmente riferibile a interventi sette/ottocenteschi, comunque di scarso interesse architettonico. Si può presumere che l'attuale configurazione si sia determinata per accorpamento di due precedenti case a schiera. Le più antiche fondazione sembrerebbero peraltro confermate dalla presenza di due scudi posti ai lati della facciata (quindi al centro del fronte delle differenti unità immobiliari), recanti l'arme della famiglia Landini (d'azzurro, a tre pesci d'oro, curvati e ordinati in cerchio). |
|     | 74-74r      | Edificio dell'Opera Nazionale Maternità e Infanzia | L'edificio sorge in uno dei lotti determinatisi a seguito del piano di risanamento del quartiere di Santa Croce avviato nel 1936, che qui aveva portato alla distruzione delle vecchie case e reso disponibile un ampio quadrilatero destinato a nuove edificazioni, compreso tra via Verdi, via Pietrapiana, borgo Allegri e, appunto, via dell'Agnolo. Questo specifico lotto, tra le vie de' Pepi, dell'Ulivo, Michelangelo Buonarroti e dell'Agnolo fu inizialmente destinato alla costruzione della scuola secondaria femminile di avviamento professionale Lucrezia Mazzanti, edificio progettato attorno al 1940 ma mai realizzato a causa della guerra. Negli anni cinquanta si eresse quindi in una porzione del lotto l'attuale Casa della Madre e del Bambino dell'Opera Nazionale Maternità e Infanzia, ente assistenziale fondato nel 1925 e sciolto nel 1975. Di pertinenza del complesso è il giardino che si sviluppa sul retro e guarda verso via dell'Ulivo. Sull'ingresso segnato 74A è un piacevole pannello in maiolica (con una firma difficile da interpretare, forse V. Cellani) con una madre che allatta il figlio. Attualmente l'edificio ospita (in continuità con l'originaria destinazione) gli asili nido comunali Bagheera e Balù. |
|     | 76          | Palazzo dei Tipografi                              | Negli anni trenta tre isolati del quartiere di Santa Croce vennero interessati da sventramenti destinati a costruire nuovi edifici moderni e un nuovo progetto urbanistico. Sebbene interrotti dalla guerra, i lavori ripresero negli anni Cinquanta, colmando con edifici moderni quello che nel frattempo era stato raso al suolo. Il palazzo dei Tipografi, detto anche casa dei Poligrafici, si trova nel lotto che doveva ospitare la scuola secondaria femminile di avviamento professionale Lucrezia Mazzanti, edificio progettato attorno al 1940 ma mai realizzato a causa della guerra. Dal 1952 si cominciò quindi l'erezione dell'attuale edificio sulla porzione sinistra del lotto, riservando la zona verso via Michelangelo Buonarroti all'edificio dell'Opera Nazionale Maternità e Infanzia. Il casamento in oggetto fu destinato, tra l'altro, a ospitare una tipografia, da cui la denominazione con la quale è conosciuto nel quartiere. Oggi vi ha sede, tra l'altro, una scuola d'arte. Architettonicamente si tratta di un edificio alquanto modesto, purtroppo rappresentativo della scarsa capacità progettuale che gli anni cinquanta espressero nell'edilizia minore: presenta una pianta a L che segue con prospetti di cinque piani via dell'Agnolo (8 assi) e via de' Pepi, così da determinare una corte alla quale si accede da via dell'Ulivo, destinata a parcheggi di pertinenza del casamento. |
|     | 80          | Ufficio tecnico erariale                           | L'edificio fu eretto come casa del fascio sede del gruppo rionale fascista Dante Rossi in una delle zone interessate dal piano di risanamento del quartiere di Santa Croce avviato nel 1936, dopo che la Federazione fascista aveva acquistato i necessari terreni nel 1938 dal Comune di Firenze. Il progetto, definito nel dicembre del 1938 e redatto dall'architetto Raffaello Fagnoni (con la collaborazione per i calcoli delle strutture in cemento armato dell'ingegner Enrico Bianchini), vide la conclusione del primo lotto di lavori su via Verdi e via dell'Agnolo (con un fronte di soli sette assi limitati dalla preesistente via Rosa che il Regolamento dell'Ufficio Tecnico del Comune aveva imposto di conservare) con l'inaugurazione della sede il 21 aprile 1940 alla presenza del ministro Pavolini. Il secondo lotto, che prevedeva la costruzione di una palestra-cinema su via de' Pepi, non venne mai avviato per lo scoppio della seconda guerra mondiale. Destinato nel 1955 a divenire sede dell'Ufficio tecnico erariale, in ragione della nuova destinazione d'uso fu interessato da nuovi lavori di ridistribuzione interna e soprattutto di ampliamento (1959-1960), con la costruzione di una nuova ala su via de' Pepi, la pressoché completa saturazione della corte retrostante il precedente corpo di fabbrica con un volume a un piano, e con la chiusura di via Rosa tramite un volume a due assi in modo da collegare e unificare i due corpi, il tutto sempre sulla base di un progetto di Raffaello Fagnoni (nuovamente con la collaborazione dell'ingegner Bianchini) che avrebbe dovuto assicurare continuità con il disegno del primo nucleo. Per quanto riguarda la porzione originaria dell'edificio prospiciente le vie dell'Agnolo e Verdi, questa si sviluppa su tre piani fuori terra ed uno interrato, con le facciate scandite da finestre inginocchiate al piano terreno (in travertino) e quadrate ai piani superiori, organizzate orizzontalmente dalle linee continue dello zoccolo basamentale e dalle fasce marcapiano e sottogronda. |
|     | 87-89       | Ex-monastero delle Santucce                        | Il convento era stato fondato nel 1470 con una bolla di Sisto IV, grazie al desiderio della vedova di Giovanni di Noferi degli Alfani, Niccolosa, che destinò una casa di famiglia. Fu retto dalle monache agostiniane finché non fu soppresso e inglobato nel monastero di San Pier Maggiore. Sul portale esterno del monastero esisteva una lunetta con la Madonna col Bambino e angeli in terracotta policroma invetriata di Luca della Robbia, dal 1905 al museo del Bargello. La casa al numero 87 presenta attualmente sulla cantonata e sul fianco di via della Rosa numerosi conci di pietra forte, che indicano nel luogo preesistenze due trecentesche. Sul fronte di via dell'Agnolo e su via Verdi si vedono le rotelle con due chiavi decussate, che ricordano l'antica proprietà del vicino monastero di San Pier Maggiore. |

### Lapidi
Accanto al numero 2, la già citata lapide dedicata ad Antonio Pacinotti riporta per intero:
| IN ONORE DI ANTONIO PACINOTTI DA PISA INVENTORE DELL'ANELLO MAGNETICO PEL QUALE ALL'ENERGIA ELETTRICA GIÀ TRAMUTATA IN MOTO CALORE LUCE FU APERTA LA VIA A NUOVE INFINITE APPLICAZIONI QUESTO RICORDO POSERO LA SOCIETÀ CONTINENTALE PER IMPRESE ELETTRICHE E LA SOCIETÀ ANONIMA DI ELETTRICITÀ GIÀ SCHUCKERT & C° DI NORIMBERGA FONDATRICE DELLA SOCIETÀ TOSCANA PER IMPRESE ELETTRICHE 1898 SOC. ELETTRICA________________ RESTAURÒ SELT - VALDARNO________________ L'ANNO 1940 |

Al 61 la lapide dedicata dal Comune di Firenze all'architetto Antonio Corazzi, con medaglione con il ritratto un bronzo (firmato dalla scultrice e medaglista polacca Czechowska Antoniewska):
| IN QUESTA CASA ABITÒ E MORÌ L'ARCHITETTO ANTONIO CORAZZI 1792 - 1877 ALLIEVO E MAESTRO DELL'ACCADEMIA DI BELLE ARTI A FIRENZE AUTORE IN POLONIA DI NUMEROSE OPERE NEOCLASSICHE TRA LE QUALI IL TEATRO DELL'OPERA DI VARSAVIA COMUNE DI FIRENZE E ASSOCIAZIONE ITALO-POLACCA IN TOSCANA IN MEMORIA FIRENZE ANNO 2004 |

Al 123r, sulle case dell'ex-monastero delle Santucce, si legge una vecchia memoria del servizio fognario:
| DAL CANTO CHERICI COMINCIA LA FOGNA E SEGVITA A MEZZO VIA DELL' AGNOLO AL N° 164 |

### Tabernacoli

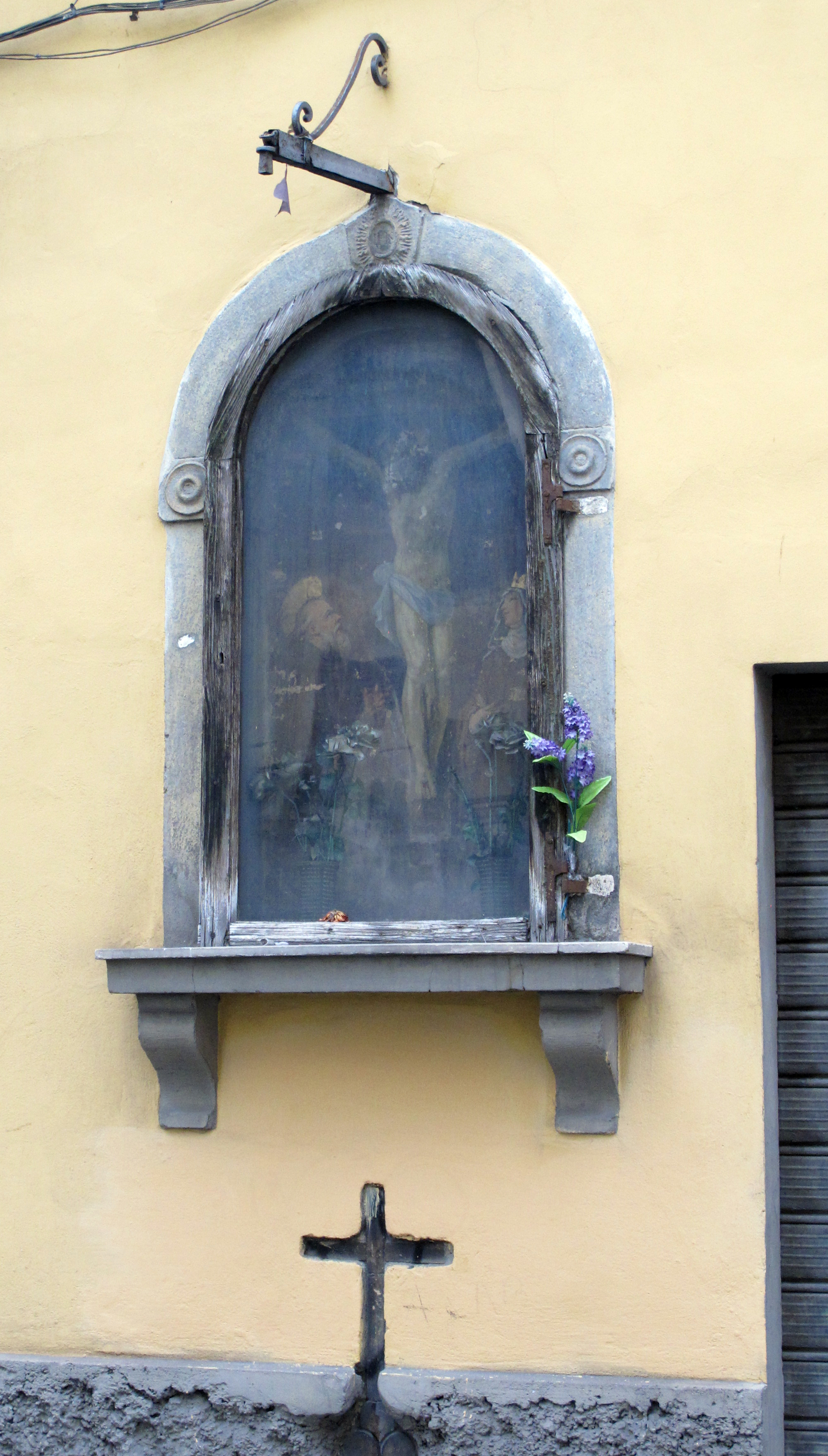
Il tabernacolo della Crocifissione

La via, per la sua stessa natura popolaresca, è punteggiata di numerose testimonianze di devozione popolare. Un Crocifisso tra i santi Verdiana e Antonio abate si trova davanti a via delle Conce (molto ridipinto, di un pittore fiorentino del XVI secolo, che il Carocci disse influenzato da Andrea del Sarto) e fu commissionato probabilmente dalle monache del vicino monastero di Santa Verdiana che dovettero possedere l'edificio.
Un'illeggibile Madonna col Bambino e san Giovannino è all'angolo con via Buonarroti: le foto prima dell'alluvione mostrano un'opulenta Madonna su una scala, col Bambino sulle ginocchia che si propende verso un energico san Giovannino, con una monumentalità dal sapore michelangiolesco; restaurato nel 1953 dai fratelli Benini, fu ridotto a una larva dall'alluvione di Firenze.
Alla cantonata con via de' Pepi si trova un'altra edicola, già decorata da un affresco perduto, che nel 1953 fu sostituito da Annunciazione, opera di Ermanno Toschi che pure sofferse molto per l'alluvione, ma venne poi restaurata e ricollocata una trentina d'anni dopo.
Perduto è invece un tabernacolo dell'Assunta vicino all'angolo di Borgo Allegri. Ne resta traccia nella fototesca storica del Comune di Firenze

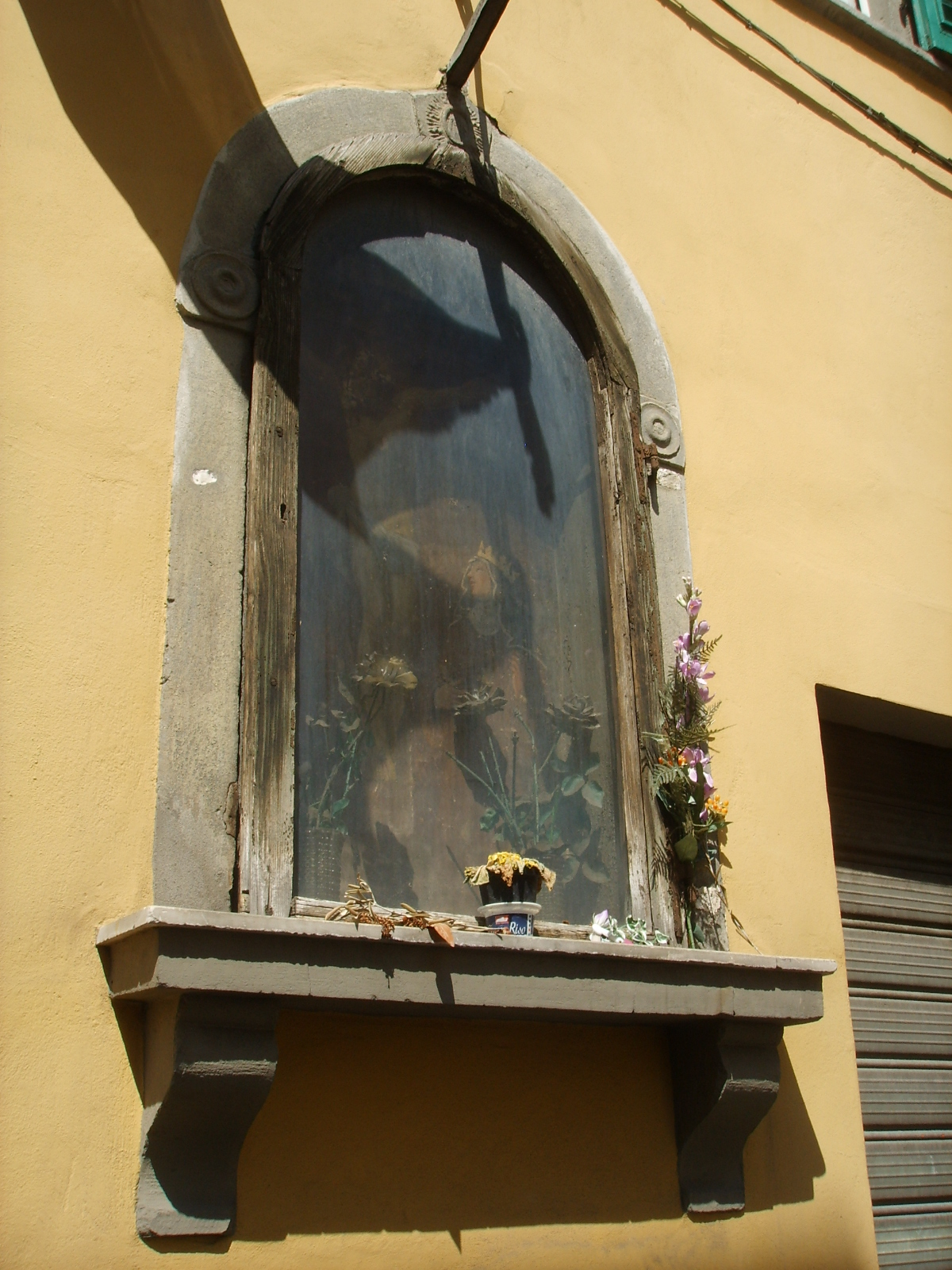
Il crocifisso con santi
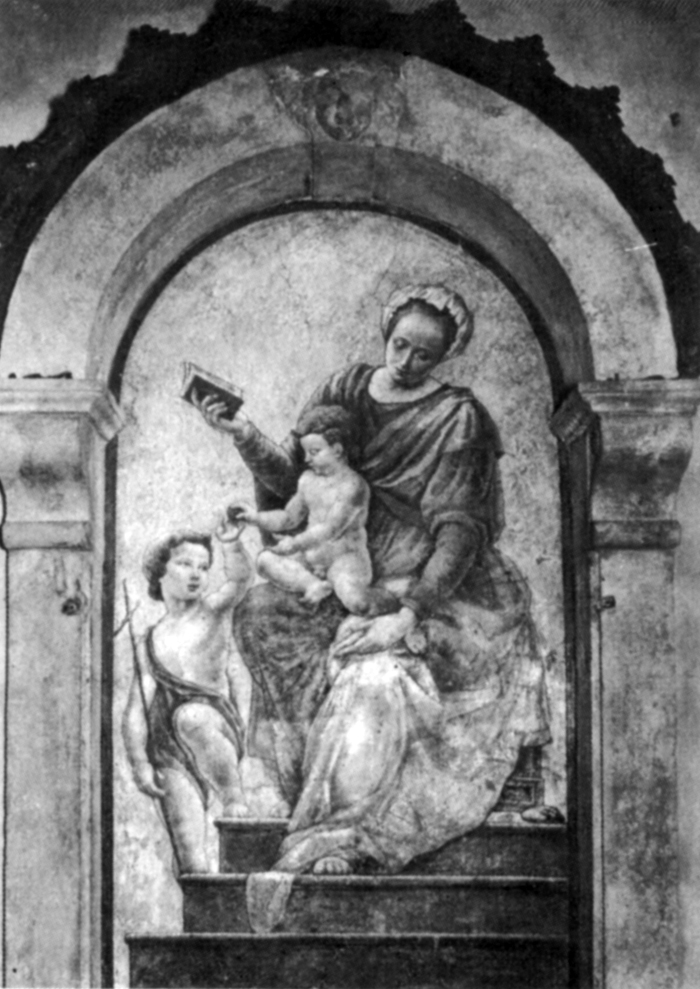
Tabernacolo in angolo con via Buonarroti prima dell'alluvione
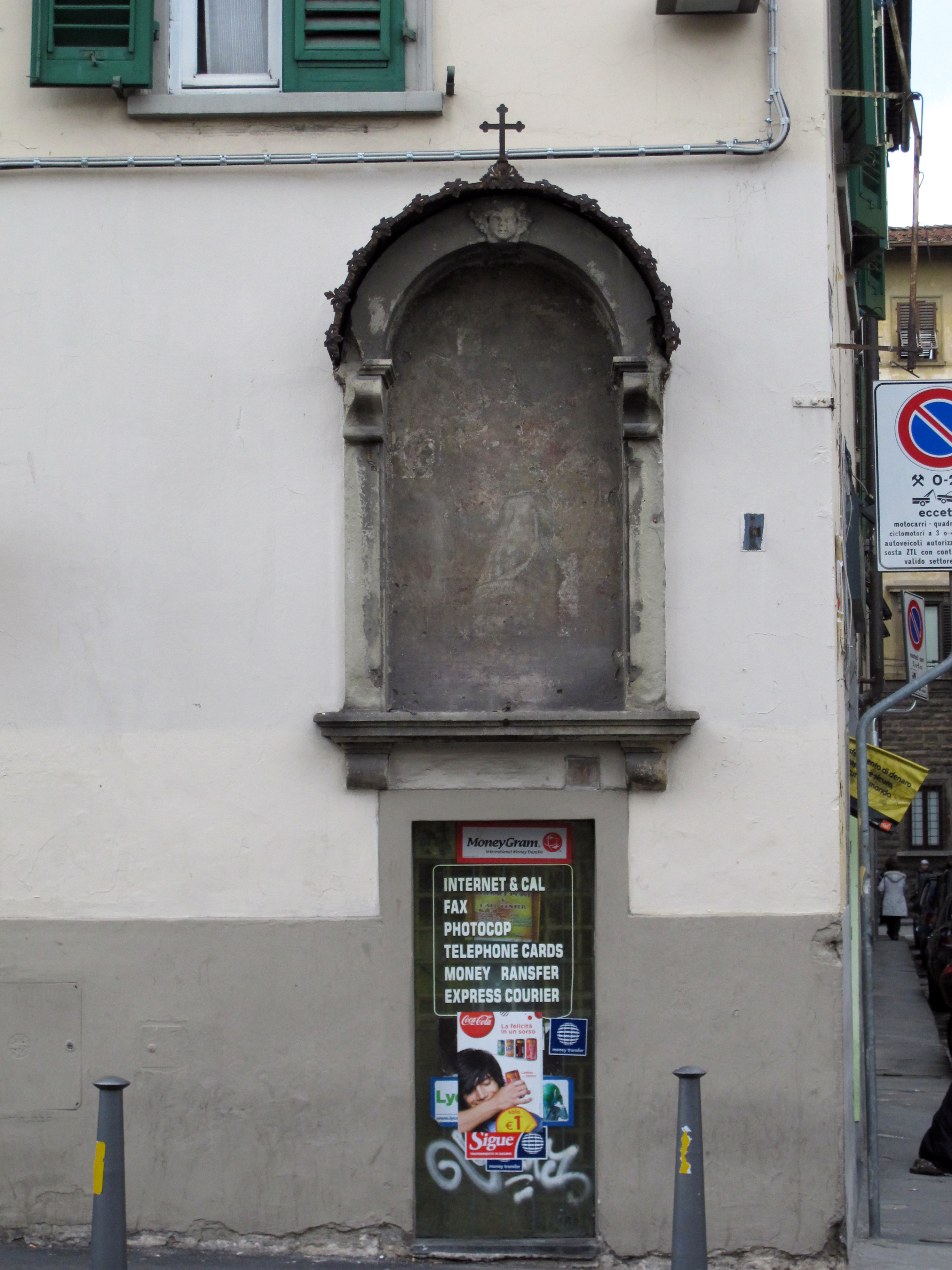
Lo stesso tabernacolo come si presenta oggi
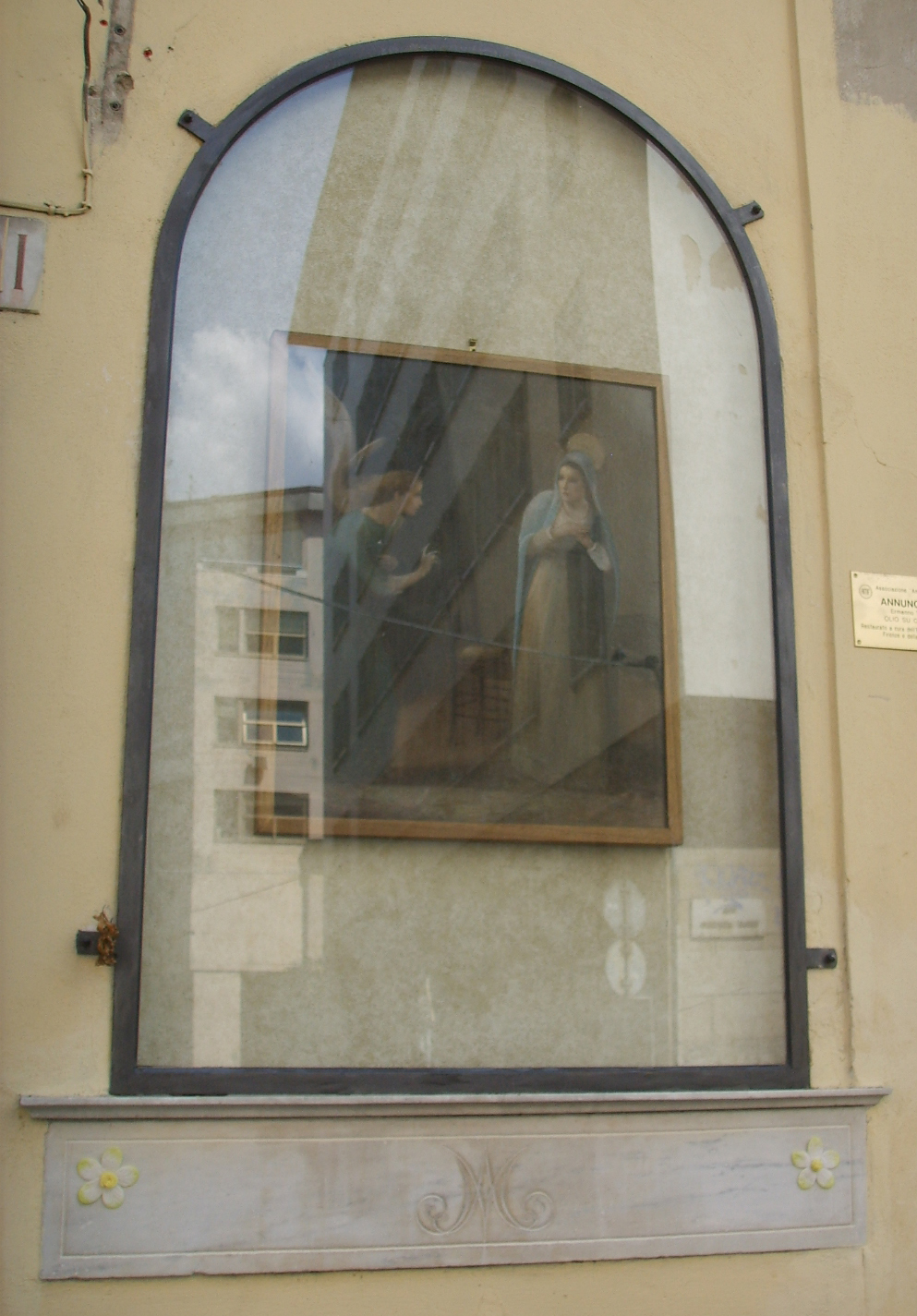
Il tabernacolo dell'Annunciazione, al 71 (Canto alla Briga)

## Note

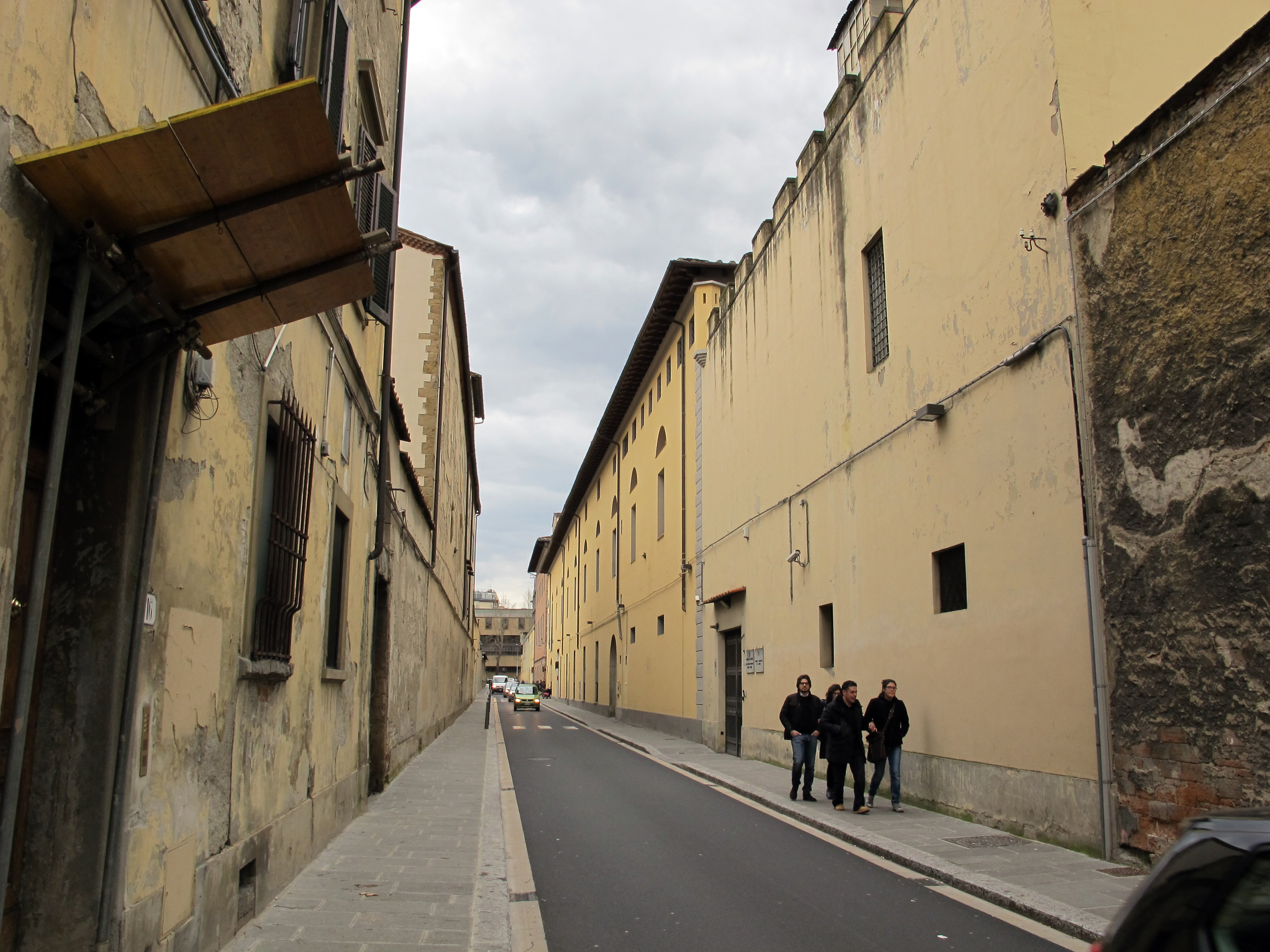
Veduta tra Santa Verdiana e le Murate

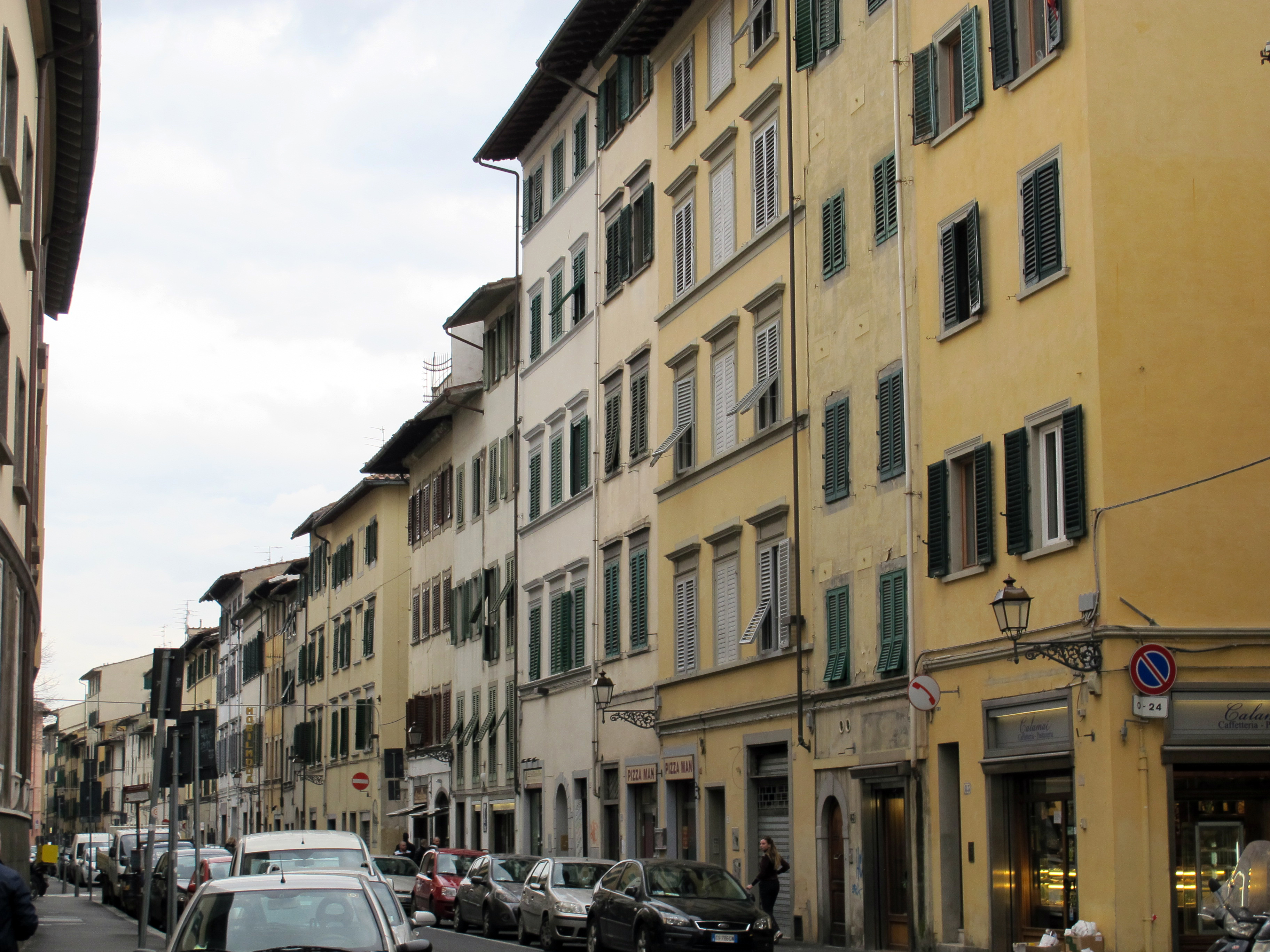
Veduta vicino a via Verdi